# Protanoplophrya stomata
Protanoplophrya, Protanoplophryidae
Famille
Genre
Espèce
Protanoplophrya stomata, unique représentant du genre Protanoplophrya et de la famille des Protanoplophryidae, est une espèce de Ciliés de l’ordre des Scuticociliatida (classe des Oligohymenophorea).

## Étymologie
Le nom Protanoplophrya dérive du grec πρώτως / protos, « premier ; avant », ανοπλ / anopl, « sans arme », et de οφρύς / ophrýs, « sourcil ⇒ cil ⇒ cilié », littéralement « premier cilié inerme ».

## Description
Protanoplophrya stomata a une taille, moyenne (80 à 200 µm) à grande (>200 µm), jusqu'à 1 500 µm. Sa forme est souvent allongée, comprimée latéralement et d'apparence très astomatidique. Il vit en nage libre. Il présente une pellicule épaissie. Sa ciliation somatique est holotriche (c.-à-d. uniforme), dense. Il présente un « système sécant » antérieur en forme de « V » asymétrique sur lequel s'insèrent des cinéties somatiques avec la zone de suture soutenue par des fibres qui se condensent pour former un mucron à la pointe du « V ». Sa région orale présumée est située à une courte distance du pôle antérieur, sans cinéties parorales, mais bordée par deux cinéties « adorales » parallèles. Sa reproduction s'effectue par division, parfois par bourgeonnement. Son macronoyau est en forme de ruban. Un micronoyau est présent. Un grand nombre de vacuoles contractiles se présentent sur deux rangées. Le cytoprocte n'a pas été observé. Il est peut-être osmotrophe via un court canal qui se termine par une vacuole digestive.

## Habitat
Protanoplophrya stomata vit dans en eau douce comme endocommensal des intestins des escargots prosobranches, tels que les espèces du genre Bythinia.

## Publication originale
- (de) Yoshinobu Miyashita, « Über eine primitive Form von Infusoria-Astomata, Protanoplophrya stomata n. g., n. sp. », Annotationes zoologicae Japonenses, vol. 12,‎ 1929, p. 289-293 (ISSN 0003-5092).